# Mia Kihl
Maria Kihl eller Mia Kihl (født 3. december 1979 Stockholm) er en svensk tegnefilmsdubber.

## Dubbinger
- De Fantastiske Fehoveder – Vicky (Startede i sæson 2).
- Max og Mule – Max.
- Rap Sjak – Louie.
- Luftens Helte – Myra Foxworthy.
- Total Drama Island – Sadie.
- Yu-Gi-Oh! – Anzu Mazaki
- Winx Club – Flora
- Darkwing Duck – Biroller
- Bubbi Bjørnene – Biroller
- Hos Mickey – Roxana
- The Simpsons Movie – Milhouse
- Pepper Ann – Pepper Ann
- Charlie og chokoladefabrikken – Violet Beaugarde